# (3784) Chopin
(3784) Chopin ist ein Asteroid des Hauptgürtels, der nach Frédéric Chopin benannt wurde. Er wurde am 31. Oktober 1986 von Eric Walter Elst entdeckt.